# تیلبورخ
شهر تیلبورخ (به هلندی: Tilburg) در برابانت شمالی در کشور هلند واقع شده‌است. جمعیت این شهر ۲۰۱٫۹۳۱ نفر است.

## نگارخانه

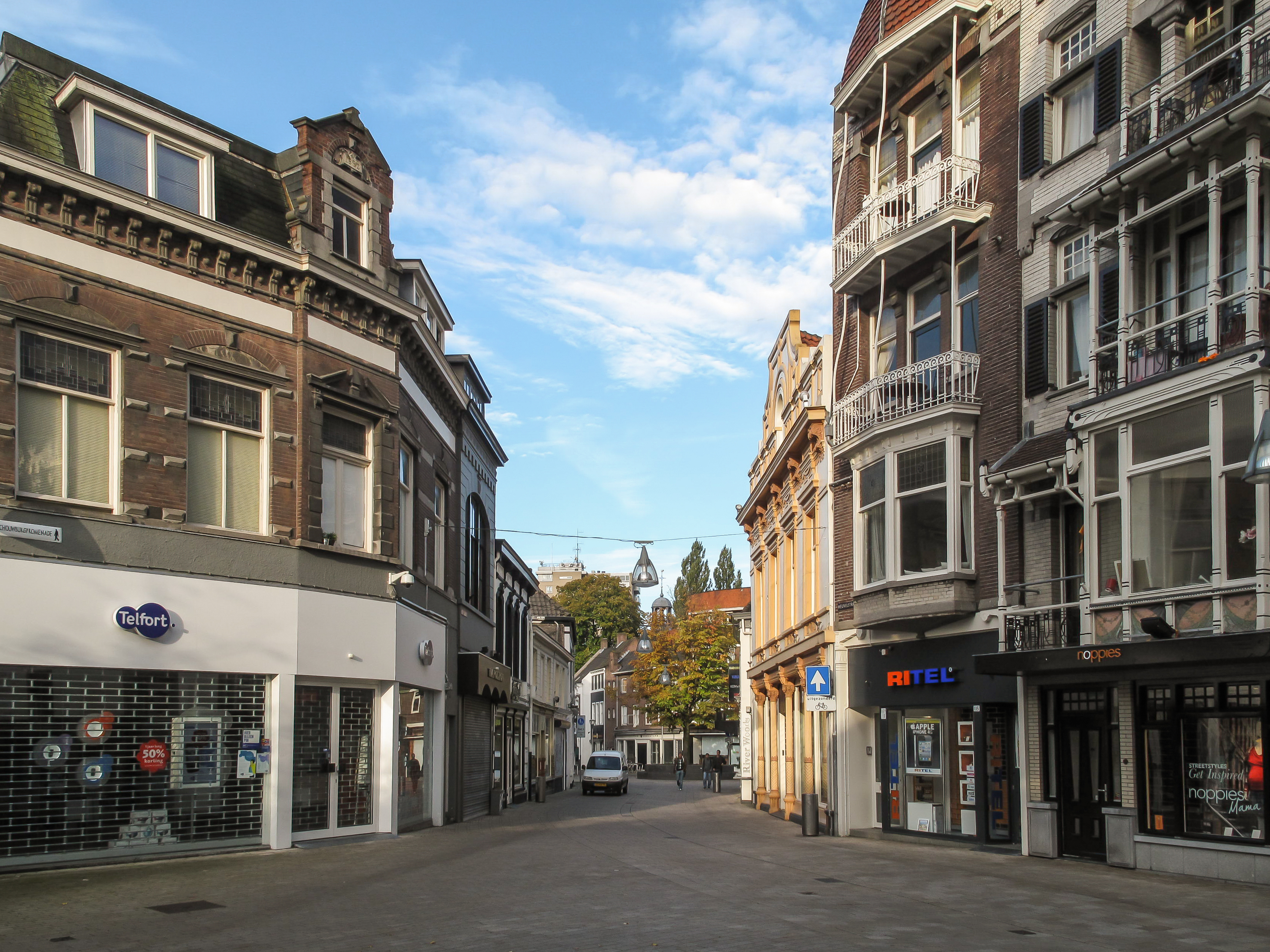
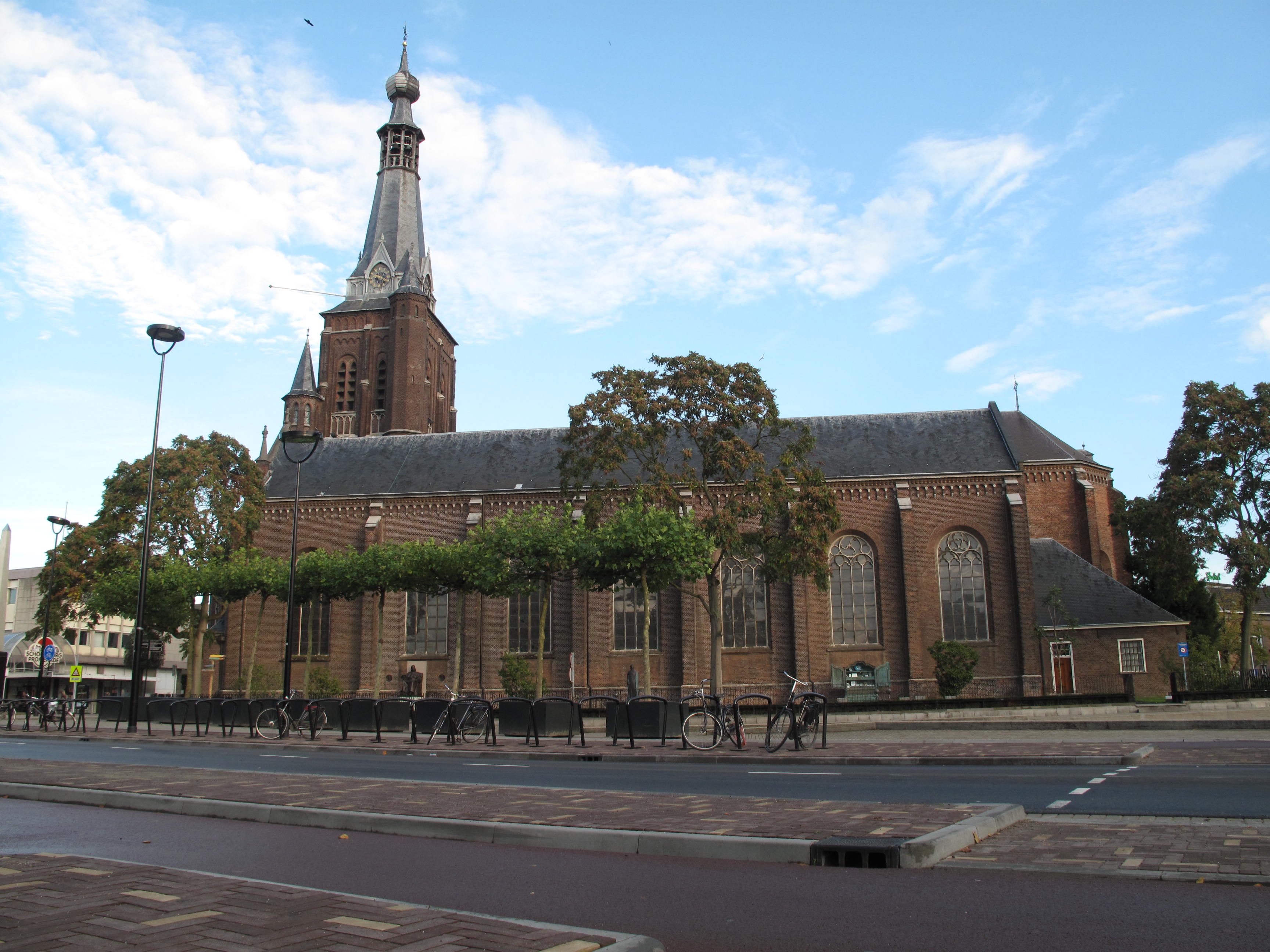
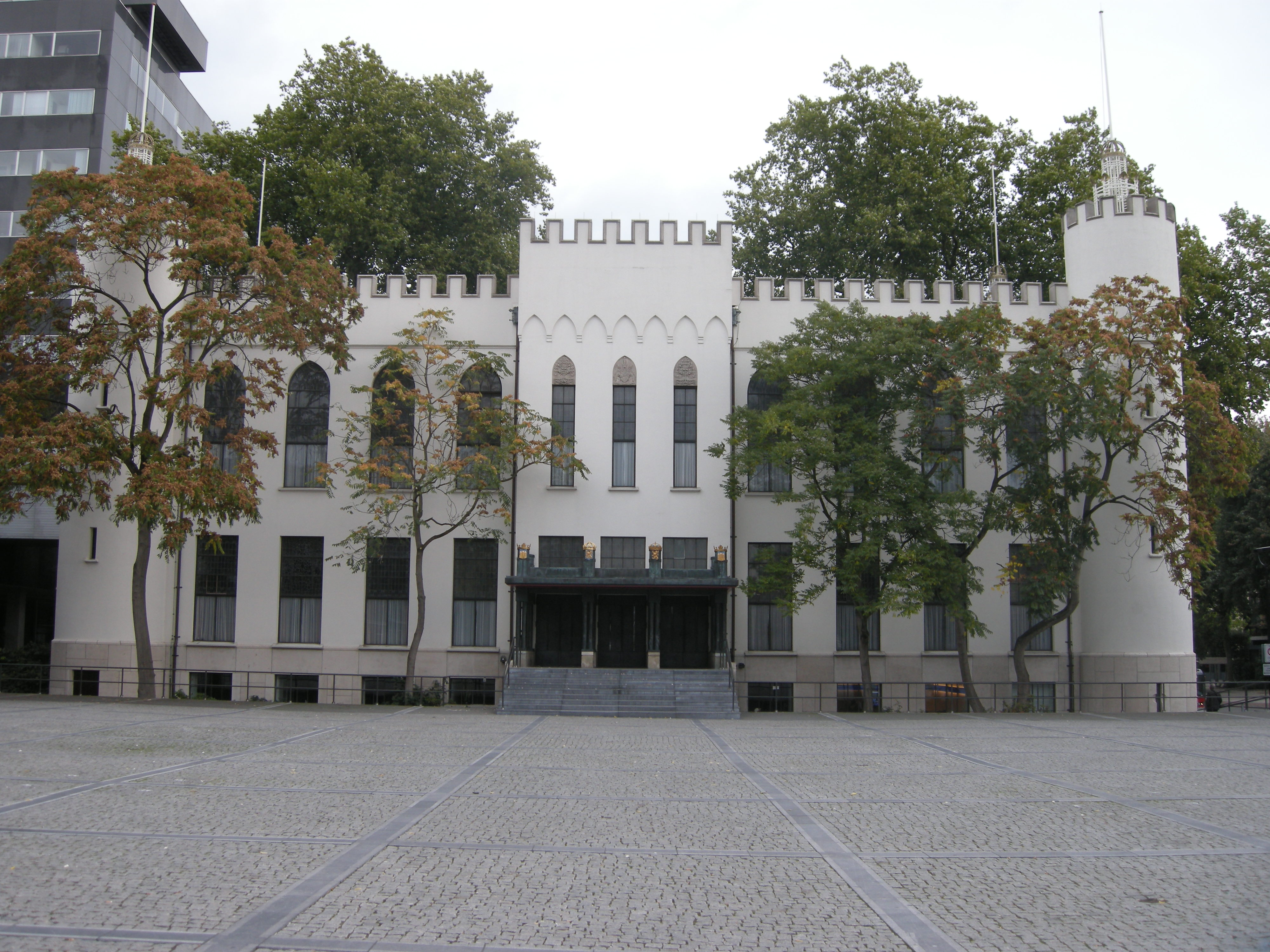
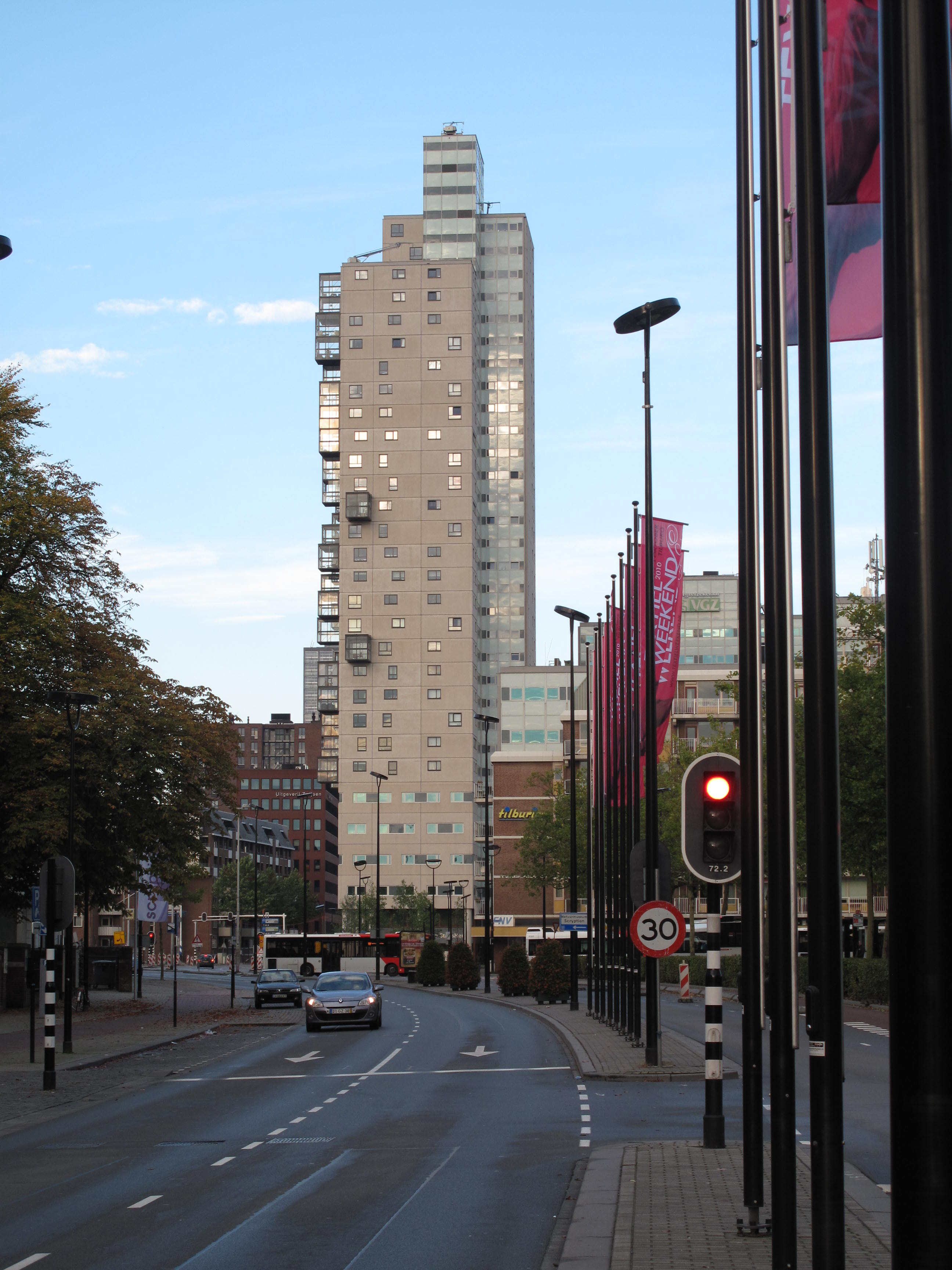
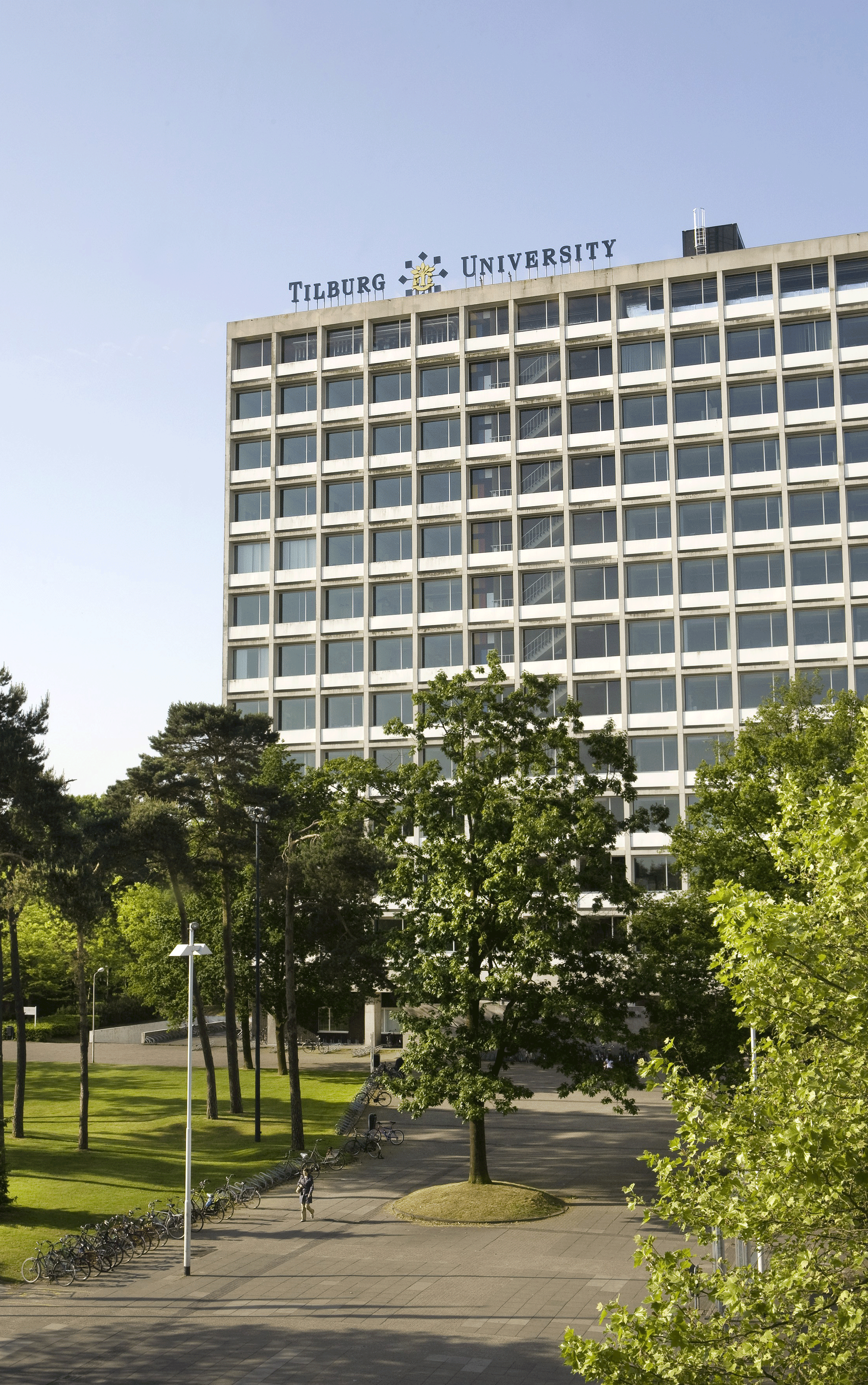